# Baronia de Castre
La Baronia de Castre fou una jurisdicció creada pel rei Jaume el Conqueridor per al seu fill il·legítim Ferran Sanxis, fruit de la seva relació amb la dama Blanca d'Antillón. El territori de la baronia estava al sud del comtat de Ribagorça, fins a la confluència dels rius Cinca i Éssera. Pràcticament foren agregades a la baronia les senyories d'Estada i Estadella. La nova jurisdicció senyorial comprenia els termes de Bolturina, Artasona, Castre i Olvena.

## Llista de barons de Castre
Castre
- Ferran Sanxis 1250-1275
- Felip I Ferrandis de Castre 1275-1301
- Felip II Ferrandis de Castre 1301-1328 (fill de l'anterior)
- Felip III de Castre 1328-1354 (fill de l'anterior)
- Felip IV de Castre 1354-1371 (fill de l'anterior)
  - Aldonça de Castre, regent (germana de l'anterior)

Castre-Pinós
- Pere Galceran I de Pinós 1371-1418 (fill de l'anterior)
- Felip V Galceran de Castre-Pinós i de Tramaced, el Barbut 1418-1461 (fill de l'anterior). Casat amb Magdalena d'Anglesola, filla de n'Hug II d'Anglesola (senyor de Miralcamp)
- Felip VI Galceran de Castre-Pinós 1461-1464 el Bo (fill de l'anterior)
- Felip VII Galceran de Castre-Pinós 1464-1509 el Pòstum (fill de l'anterior)
- Pere Galceran II de Castre-Pinós 1509-1528 (fill de l'anterior)
  - Joana de Castre-Pinós casada amb Berenguer Arnau III de Cervelló

Cervelló de Castre-Pinós
- Berenguer Arnau I Cervelló de Castre-Pinós 1528-1560 (renebot de l'anterior)
- Berenguer Arnau II de Cervelló-Castre 1560-1574 (fill de l'anterior)
- Berenguer Arnau III de Cervelló-Castre 1574-1588 (fill de l'anterior)
- Felip VIII de Cervelló-Castre 1588-1590 (germà de l'anterior)
  - Estefania I de Cervelló-Castre 1590-? (germana de l'anterior)
  - Margarida I d'Alagó-Espés i de Cervelló-Castre ?-1624 (filla de l'anterior)
  - la baronia passà als Montcada, ja que Margarida es casà amb Francesc de Montcada i de Montcada, marquès d'Aitona